# جون هنري كارفر
جون هنري كارفر (بالإنجليزية: John Henry Carver)‏ هو عالم أسترالي، ولد في 5 سبتمبر 1926 في Homebush, New South Wales ‏ في أستراليا، وتوفي في 25 ديسمبر 2004 في كانبرا في أستراليا.